# Барклайс-центр
Барклайс-центр (англ. Barclays Center) — спортивна арена у Брукліні (Нью-Йорк), США. Є домашньою ареною баскетбольної команди Бруклін Нетс та хокейної Нью-Йорк Айлендерс. Головний конкурент Медісон-сквер-гардена з проведення різноманітних заходів у Нью-Йорку.
Першим з відомих артистів у Барклайс-центр виступив відомий хіп-хоп виконавець Jay-Z.

## Будівництво
Арену спроектував Елербе Бекет, він також працював над стадіонами Бостон Селтікс, Сан-Антоніо Сперс, Шарлотт Горнетс, Індіани Пейсерс, Клівленд Кавальєрс, Мемфіс Ґріззліс, Фінікс Санз, Філадельфії Севенті-Сіксерс та Портленд Трейл-Блейзерс. 23 вересня 2009 року, російський підприємець Михайло Прохоров став власником баскетбольного клубу Нью-Джерсі Нетс, а також головним інвестором арени у Брукліні. Будівництво споруди почалося 11 березня 2010 року.

## Назва
18 січня 2007 року було оголошено, що майбутня арена називатиметься Барклайс-центр. Англійська компанія Barclays виплатить за це близько 400 млн доларів у найближчі 20 років. Ця угода побила рекорд вартості, що раніше належав Філіпс-арені у Атланті, за назву якої заплатили 185 млн доларів. Але пізніше угода була переглянута та вартість назви знизилася до 200 млн доларів, яка все одно залишилась рекордною.